# Therates pseudoprobsti
Therates pseudoprobsti (лат.) — вид жуков-скакунов рода Therates из семейства жужелицы (Carabidae).

## Распространение
Таиланд (Chiang Mai, Tak, Loei).

## Описание
Длина от 7,2 до 8,7 мм. Тело с металлическим блеском. Отличается сочетанием удлиненной базальной точки и вершины надкрылий, прозрачного тёмно-коричневого цвета или с узким коричневатым швом. Голова блестящая зеленовато-чёрная. Мандибулы желтоватые, зубцы по краю буроватые. Верхняя губа почти одинаковой ширины и длины, желтоватая, с 6 вершинными зубцами и одним боковым зубцом. Губные и максиллярные щупики желтоватые. Наличник голый. Лоб гладкий. Переднеспинка блестящая зеленовато-чёрная, длиннее своей ширины, сужена спереди и сзади. Надкрылья блестящие чёрные с коричневато-жёлтыми отметинами. Брюшная сторона чёрная. Ноги желтоватые, голени и лапки дистально темнее. Длина эдеагуса 1,9 мм.